# Hardcore brasileiro
O hardcore brasileiro é um gênero musical que surgiu através do punk rock, quando os três acordes e revoltas não supriam a sociedade. É um estilo mais duro e rápido do que o punk rock. As bandas precursoras foram CPM 22, Dead Fish e Inocentes.
No Brasil acontece a descentralização e a cena hardcore fica mais forte no interior. As bandas de cidades pequenas conseguiam mais pessoas para shows com um público maior do que se fossem para São Paulo e Rio de Janeiro fazer shows. O hardcore nasce como cena underground.
“Vi o hardcore nascer como estilo em 1981, mas bem antes já tinham umas bandas que faziam “aquilo”, mas não tinha um nome pra definir o que faziam, eu inclusive. Ver que ele resiste até hoje, mostra que quem curte hardcore, simplesmente não se importa com modismos passageiros, ver tantas bandas novas e boas juntas, só me faz acreditar que sempre vai ter gente com atitude nesse mundo, longa vida ao hardcore, pois nós iremos morrer, mas ele não…” - Clemente Nascimento (Inocentes).
Esse estilo ganha espaço no mainstream quando em paralelo a essa cena, oito anos antes já havia começado uma explosão de bandas no Brasil que tinham sido influenciadas pelo hardcore, mas que tratavam de sentimentos, levando a vertente emocore. Surge então um contexto post-hardcore com as bandas Fresno e NX Zero, que seriam canções mais aceitas pela massa.

## História
O punk rock surge no Brasil em 1977, na época da ditadura militar, como forma de se expressar, tendo como objetivo, mostrar o quão doente a sociedade estava e queria incomodar a sociedade como eles se sentiam incomodados com a polícia, o governo e as religiões.
O conteúdo das músicas dizia muito da exclusão social junto com as atitudes. Predominante nas periferias, o movimento rompe com uma estética visual, musical e comportamental.
Com a existência do movimento hippie no momento, o Punk se torna um divisor de águas. O rock progressivo estava distante da verdadeira tendência do rock de som de rebeldia.

### LPs
Os discos de vinil eram raridades e caríssimos na época. Todos queriam e gastavam todo seu salário para comprar um LP. Discos como Ramones, The Clash e Sex Pistols eram desejados pelos brasileiros.
A Revista POP lança uma coletânea, publicando o primeiro registro de punk no Brasil.

### Fitas K7
Os discos evoluem para fitas cassetes quando a cultura do compartilhamento surge. Gravavam os discos e disponibilizavam uns para os outros.
Quando frequentavam os shows, queriam que fossem tocados as fitas cassetes, e não o som do ao vivo, porque a qualidade era precária.

### Shows de Punk
Nos salões de Punk começam a se reunir bandas que realizavam matinês. Salão como Construção e Templo do Rock não nasciam punks mas eram dominados por esse movimento.

### Na Rádio
Kid Vinil em 1979, com seu programa todas as segundas-feiras de manhã na rádio Excelsior foi o primeiro a divulgar músicas punks nas rádios.
No contexto inserido de MPB e ditadura, era inimaginável ouvir punk na rádio.
Revoluciona fazendo até com que as pessoas matassem aula para ouvir o programa.
Era uma forma de se atualizar sobre o movimento e adquirir um repertório para levar para as reuniões nos Salões de Punks no final do dia.

### Dezembro de 78
O primeiro show de punk acontece quando se reúnem as bandas: AI-5, Restos de Nada,Condutores de Cadáver e Cólera.
Com a ajuda de Kid Vinil, realizam o primeiro show no Jardim Colorado na Zona Leste de São Paulo.
O show foi realizado em situações precárias no porão de uma padaria velha, sem palco e iluminação.

### Pontos de Encontro
Galeria do Rock, Loja Punk Rock, Largo São Bento.

### Gangues
Saem os primeiros sons, bandas, lojas de discos. No começo eram gangues contra tudo. Todos separados por bairros e ficavam brigando um cos outros mas no começo a briga era a festa.
De 15 a 18 anos. Muito volátil e explosiva. Espirito do adolescente. Ideia da rivalidade no começo. Faziam questão de quebrar tudo. Tretas. Movimento nasce em 80 porque as gangues começaram a viver pacificamente em são Paulo.
Havia a rivalidade do ABC, queriam ser melhores de são Paulo com som mais barulhento e o envolvimento sindical veio do abc, inclusive lula surge no abc com essa expectativa de mudar.
Eram muitos unidos. Enquanto em São Paulo as gangues brigavam entre si. Mais industrial e a postura ser diferente e se sentiram excluídos porque tudo rolava em são Paulo pelo acesso. Os punks de São Paulo e tem dinheiro, vão de ônibus para o centro enquanto iam de trem. Surge uma guerra entre ABC e SP do qual ninguém se beneficiou. Impossibilitou vários shows e festivais. Aumentou num nível que era ódio total evolvendo morte.

### Grito Suburbano
Foi o primeiro encontro de bandas punk de São Paulo.
Primeiro Olho Seco ia gravar um compacto para encerrar com a banda mas convidam Inocentes e Cólera e fazem um compacto.
Fabio, vocalista da Olho Seco, se dedica pra investir na cena e ela crescer. O estúdio era feito musica envangelica na Rua dos timbiras na Republica e ninguém sabia o que fazer. Estudio precário e som fraco com instrumentos de baixa qualidade e sem muito conhecimento.
Primeira gravação recebe péssimas critas. Foi gravado 2 vezes e nao mixaram. Gravação dos 3 ficaram diferentes. Não era o que queriam mas foi o que conseguiram fazer naquela época. Primeiro registro de vinil na historia do punk do Brasil.
Conseguem quebrar uma grande barreira.

### Matéria no Estadão
Enquanto tudo isso acontecia a sociedade no geral não sabia dos reais motivos e proporções.
Luis Fernando Emediato escreveu matéria no estadão com a manchete "A Geração Abandonada", arruinando a  imagem do punk como ladrões que agrediam velhos e tomavam leite com limão pra vomitar no jornal Estadão. 
Todos se reúnem na loja Punk Rock e têm a ideia de escrever uma carta em resposta.
Clemente, vocalista dos Inocentes, escreve a carta para o estadão dizendo que o punk era um movimento sócio-cultural, que era a revolta dos jovens de classes menos privilegiadas, transportada por meio da música.
Depois da carta ser publicada a sociedade ganha mais conhecimento do que era a cena punk e o movimento se repercute.

### Salão Beta PUC
Em 1982 é realizado um show na Pontifícia Universidade Católica de São Paulo para unir as duas facções, ABC e São Paulo. 
Com a presença das bandas Inocentes, Ulster e Passeata, atingem um público maior que se identificavam com o movimento.
Estudantes mais politizados viraram o publico. Como combatiam a ditadura, tinham coisas em comum e opiniões semelhantes. 
O show se encerra quando acontece um incêndio na PUC, primeiro e acham que era um ato dos punks. mas na verdade era um ato planejado da policia militar da ditadura  para queimar arquivos da PUC da invasão que aconteceu em 79. Os militares aproveitam o evento para pensarem que eram os punks que incendiaram e saem manchetes como “Punks são suspeitos do incêndio da PUC” 

### Fábrica da Pompéia
Em 1982 também acontece o primeiro festival de punk no SESC Pompéia. Com o nome de "O Começo do Fim do Mundo", apresenta shows, exposições e tudo sobre o movimento. Realizam disco com todas as bandas surgem com um dia de paz. Punks de são Paulo vão até o ABC pra fazer esse pacto e convidar as outras bandas. Foram 20 bandas tocando por dois dias.
Esse foi o  maior festival punk de todos os tempo e teve cobertura da imprensa internacional, chegando até Washington e Japão. 
Foi a primeira vez que a sociedade chegou perto de fato do punk. 

## A Entrada para omainstream
É no final da década de 1990 e início da década de 2000 que a cena hardcore deixa de ser underground, quando o CPM 22 atinge a massa pela mídia e agrega junto das bandas Dead Fish, Garage Fuzz e Hateen, e abre um caminho para novas bandas, como Forfun, Fresno e NX Zero.
Houve uma movimentação sedenta das gravadoras ao levar os novos grupos para o mainstream. A quantidade de banda chega a superar o que o mercado conseguia absorver. O movimento inicialmente musical acaba se tornando um movimento estético nas mãos do público adolescente.
“Por mais que muitos enxergaram aquilo apenas como um movimento meramente musical, se isso trouxe pessoas para a margem da coisa; se isso trouxe às pessoas para o questionamento do “se eu quero eu posso fazer”, que é a essência do DIY, do faça você mesmo, então já foi válido. Isso fica. Isso não vai sair do caráter que se formou nessas pessoas. Não vai sair da opção de vida que se criou nelas. E isso vale mais que qualquer revolução social de fachada que se impõe sobre as pessoas”. - Nenê Altro, Dance of Days.

### Hangar 110
Um ambiente importante que apoiou a cena foi a casa de shows Hangar 110, surgida em outubro de 1998, e que cede o local para o cenário underground. A casa de shows está localizada no centro de São Paulo, com um fácil acesso por transportes públicos. Cumpriu um papel fundamental dentro do underground, abrindo oportunidades para bandas desconhecidas.

## Lista de bandas dohardcorebrasileiro
1. Blind Pigs
2. Cólera
3. CPM 22
4. Dead Fish
5. Garage Fuzz
6. Garotos Podres
7. Hateen
8. Inocentes
9. Olho Seco
10. Raimundos
11. Ratos de Porão

## Músicas do Hardcore/Punk Nacional
1. Sonho Médio - Dead Fish
2. Red Rose Bouquet - Street Bulldogs
3. Regina Let's Go - CPM 22
4. 1997 - Hateen
5. Embedded Need - Garage Fuzz
6. Colisão - Ratos de Porão
7. Pela Paz - Cólera
8. Pânico em SP - Inocentes
9. Nada - Olho Seco